# Hel van het Mergelland 2004
L'Hel van het Mergelland 2004, trentunesima edizione della corsa, si svolse il 3 aprile su un percorso di 191 km, con partenza e arrivo a Eijsden. Fu vinto dal danese Allan Johansen della squadra Bankgiroloterij davanti ai tedeschi David Kopp e  Jens Heppner.

## Ordine d'arrivo (Top 10)
| Pos. | Corridore          | Squadra                  | Tempo    |
| ---- | ------------------ | ------------------------ | -------- |
| 1    | Allan Johansen     | Bankgiroloterij          | 5h03'08" |
| 2    | David Kopp         | Team Lamonta             | a 8"     |
| 3    | Jens Heppner       | Team Wiesenhof           | a 21"    |
| 4    | Jos Lucassen       | AXA-Cycling Team         | a 32"    |
| 5    | Joost Posthuma     | Rabobank                 | a 48"    |
| 6    | Stefan Kupfernagel | Team Lamonta             | a 1'31"  |
| 7    | Enrico Poitschke   | Team Wiesenhof           | s.t.     |
| 8    | Marc de Maar       | Rabobank TT3             | a 1'33"  |
| 9    | Piet Rooijakkers   | Löwik Meubelen-Tegeltoko | s.t.     |
| 10   | Theo Eltink        | Rabobank TT3             | s.t.     |